# Heinrich IV. (Reuß-Köstritz)
Heinrich IV. Fürst Reuß-Köstritz (* 26. April 1821 in Dresden; † 25. Juli 1894 in Ernstbrunn) war ein deutscher Adliger und Inhaber des Paragiums Reuß-Köstritz aus dem Fürstenhauses Reuß.

## Herkunft
Heinrich IV. war der Sohn von Heinrich LXIII. Reuß zu Köstritz und dessen erster Ehefrau Gräfin Eleonore zu Stolberg-Wernigerode (1801–1827). Sein Bruder Heinrich VII. Reuß zu Köstritz war Generaladjutant Kaiser Wilhelms I., Heinrich XIII. Reuß zu Köstritz wurde Generalleutnant und General der Infanterie à la suite.

## Leben
Er erhielt seine Ausbildung zunächst auf dem Pädagogium der Brüdergemeine in Niesky, dann auf dem Plochmanschen Gymnasium, bevor er auf die Universität Berlin kam.
Er ging in preußische Dienste und kam am 1. November 1845 als Seconde-Lieutenant ohne Patent in das Regiment Garde du Corps aggregiert. Am 18. August 1845 erhielt er sein Patent und wurde am 15. September 1849 offiziell in das Regiment aufgenommen. Am 1. April 1851 erhielt er zunächst für vier Monate Urlaub, am 8. Mai 1851 den Johanniter-Orden und dann am 14. Oktober 1851 seinen Abschied als Premier-Lieutenant mit der Erlaubnis Regiments-Uniform tragen zu dürfen.
In seiner Beurteilung aus dem Jahr 1845 durch seinen Regimentskommandeur den Grafen Fink von Finckenstein heißt es: Gibt sich viel Mühe, ist aber mit keinen günstigen Anlagen zum Kavalleristen bevorzugt. Erziehung ist vorzüglich und ausgezeichnet sein Benehmen.
Er widmete sich dann vor allem der Verwaltung seiner Besitztümer in Österreich. Am 1. November 1861 erhielt er den preußischen Roten Adlerorden 2. Klasse mit Stern und am 22. Mai 1883 den Charakter eines Generalmajors und wurde bei den Offizieren À la suite gestellt. Am 22. März 1887 den Charakter als Generalleutnant und am 27. Januar 1892 auch noch den Charakter eines Generals der Kavallerie.
Am 1. Februar 1878 übernahm Heinrich IV. das Paragium von Heinrich LXIX. Damit verbunden war eine Virilstimme im Landtag Reuß jüngerer Linie. Entsprechend war er vom 31. Oktober 1880 bis zum 25. Juli 1894 Mitglied des Landtags. Daneben war er Besitzer der Familienfideikommisse Ernstbrunn und Hagenberg in Nieder-Österreich.

## Familie
Er heiratete am 27. Dezember 1854 in Greiz Louise Karoline Prinzessin Reuß ä.L., verwitwete Prinzessin von Sachsen-Altenburg (* 3. Dezember 1822 in Greiz; † 28. Mai 1875 in Ernstbrunn), die Tochter von Heinrich XIX. Fürst Reuß ä.L. Aus der Ehe gingen hervor:
- Heinrich XXIV. (1855–1910), Komponist

⚭ 1884 Elisabeth Prinzessin Reuß zu Köstritz (1860–1931)
- Eleonore (1860–1917)

⚭ 1908 Ferdinand I von Bulgarien (1861–1948), Zar von Bulgarien
- Helene (1864–1876)
- Elisabeth (1865–1937)

## Ehrungen
Heinrich IV. war preußischer General der Kavallerie à la suite und Ehrenritter des preußischen Johanniterordens. Er war Inhaber der Großkreuze des Hausordens der Wendischen Krone, des herzoglich Sachsen-Ernestinischen Hausordens und des Hausordens der Wachsamkeit oder vom weißen Falken, Ritter des Roten Adlerordens I. Klasse sowie Inhaber des Fürstlichen Hausordens von Hohenzollern I. Klasse.